# 李阳富
李阳富（1922年—1949年7月16日），四川省大竹县文星乡人，中国共产党早期人物。

## 生平
1947年12月，李阳富由李弟荣介绍加入中国共产党。他卖掉自己田土，购买枪支弹药，参与武装斗争。苏家沟战斗后，李阳富一度撤到重庆，后又由中共地下党派回文星乡。1949年2月，中共中山县委成立，他与黄世泽负责中共中山委员会武工队的一只部队。1949年4月李忠良被逮捕后，供出并诱骗李阳富、黄世泽走入伏击后被逮捕。7月16日，被国军罗广文部杀害于大竹县城。